# Eucoptacra anguliflava
Eucoptacra anguliflava is een rechtvleugelig insect uit de familie veldsprinkhanen (Acrididae). De wetenschappelijke naam van deze soort is voor het eerst geldig gepubliceerd in 1893 door Karsch.